# 드래곤 캐피탈
드래곤 캐피탈 그룹(Dragon Capital Group)은 베트남 호찌민시에 본사를 둔 외국계 투자회사이다.